# Kanatos azerbaiyanos

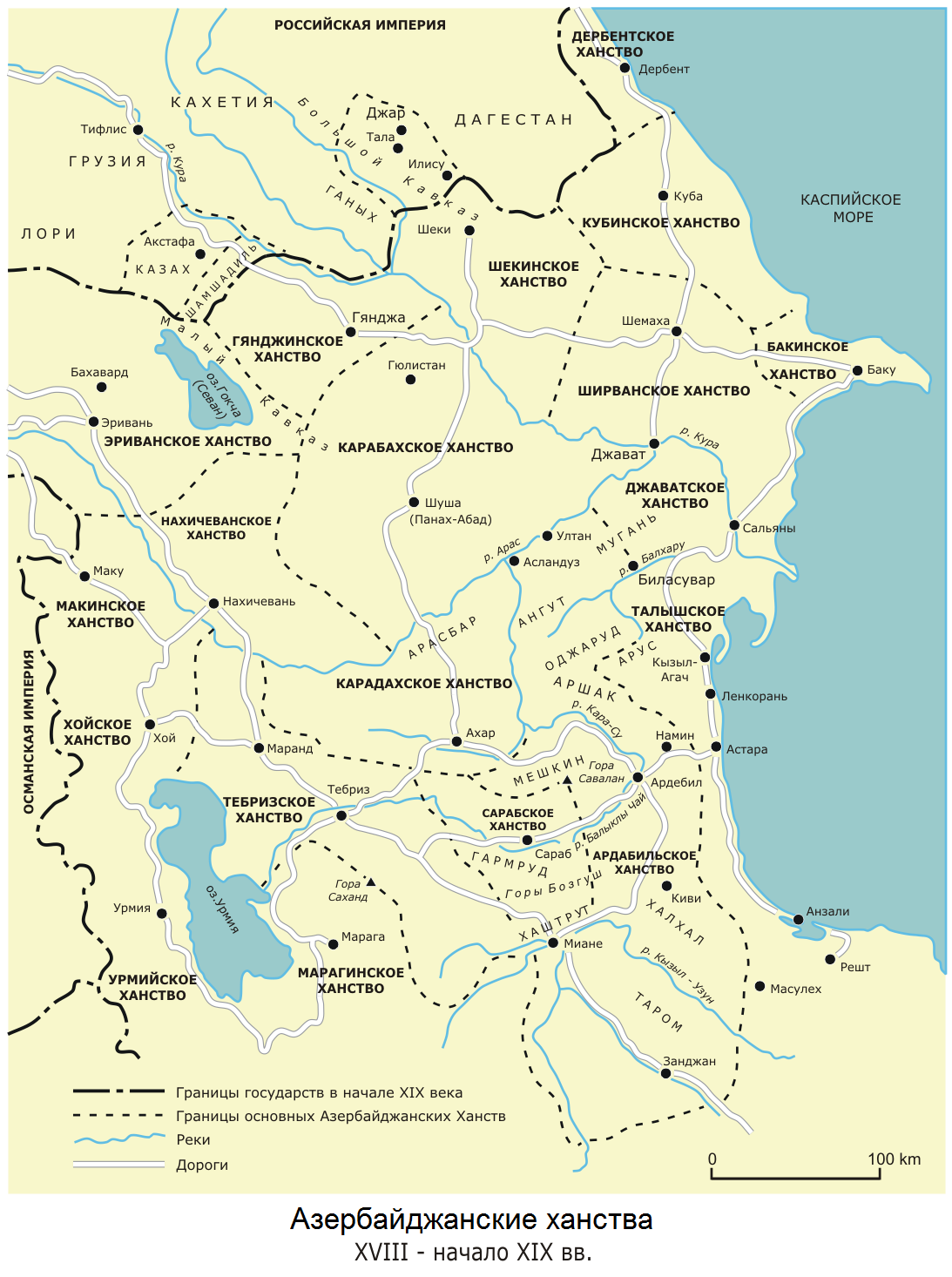
Kanatos azerbaiyanos en los siglos y

Kanatos azerbaiyanos, azeríes o caucásicos  son los nombres que reciben los estados feudales independientes establecidos en los años 40 del siglo XVIII en el territorio de los estados modernos República de Azerbaiyán y Armenia.
Fueron creados tras el asesinato de Ibrahim Jan en 1747, y que pasaron a estar bajo el control del Imperio Ruso durante las guerras de (1804-1813) y (1826-1828), terminadas por los tratados de Gulistán y Turkmenchay.
Eran:
- Kanato de Ereván
- Kanato de Ganyá
- Kanato de Karabaj
- Kanato de Najicheván
- Kanato Talyshi, capital en Lankaran.